# Коротка історія світу
«Коротка історія світу» (англ. A Short History of the World) — науково-популярна історична робота англійського письменника Герберта Веллса. Вперше видана в 1922 році, також перевидана у 2006 році. 
Книга складається з 400 сторінок в цілому, і розповідає про історію світу, починаючи з походження Землі і закінчуючи результатом Першої світової війни.
До основних тем належать: епоха неоліту, зростання юдаїзму, Золота доба Афін, життя Христа, виникнення ісламу, відкриття Америки і промислової революції.